# イェジ・ラジヴィウ (枢機卿)
イェジ・ラジヴィウ（Jerzy Radziwiłł, 1556年5月31日 - 1600年1月21日）は、ポーランド・リトアニア共和国の貴族、司教、枢機卿、公（帝国諸侯）。

## 生涯
ミコワイ・ラジヴィウ・チャルヌィ公とその妻のエルジュビェタ・シドウォヴィエツカの次男として生まれた。カルヴァン主義のプロテスタントとして育てられ、ライプツィヒで教育を受けた。1571年、弟の教会における昇進を望んだ兄ミコワイ・クシシュトフの命令により、当初は気の進まないままカトリックに改宗した。1579年から1591年までヴィリニュス司教を、1582年から1585年までインフランティの総督代理（Namiestnik）をそれぞれ務め、1591年にクラクフ司教および枢機卿となった。
1592年には、国王ジグムント3世の信頼厚い助言者となった。イェジは自身の司教区においては優れた統治者であり、共和国内の宗教的マイノリティであるプロテスタントおよび正教徒にとっては強力な敵対者だった。1600年に梅毒による合併症で亡くなり、イエズス会の総本山ジェズ教会に埋葬された。